# 杂环聚合物
雜環聚合物，是一種含環的聚合物，該環中不只是有碳和氫，還有硫、氮等原子，即是含雜環的聚合物。此種聚合物屬於有機化合物，主要為五員或六員的雜環。

## 例子
- 聚吡咯、聚噻吩（五員）
- 聚喹啉（六員）